# Sporotricosi
La sporotricosi è una micosi sottocutanea causata dal fungo Sporothrix schenckii.

## Morfologia
Sporothrix schenckii è un fungo dimorfico che esiste a temperatura ambiente come muffa e a 37 °C come lievito pleomorfico. Si trova nel terriccio e tra vegetali in decomposizione per questo è spesso correlata al giardinaggio e alla silvicoltura. Al microscopio in forma di muffa appare costituito da ife settate poco ramificate che danno origine a numerosi conidi ovali lunghi 3-6 µm e larghi 2-3 µm che assumono spesso una conformazione a rosetta. In forma di lievito questo fungo è costituito da cellule ovali o "a sigaro" lunghe 2-10 µm con gemmazioni. Le colture di S. schenckii in agar Sabouraud sono raggrinzite, di colore grigio-bruno e il fungo cresce rapidamente.
La sporotricosi è una patologia cronica caratterizzata da noduli e ulcerazioni che si sviluppano dopo circa una settimana lungo il decorso dei vasi linfatici a partire dal sito di inoculazione traumatica del fungo, principalmente sulle estremità del corpo, prevalentemente gli arti superiori. Le prime manifestazioni sono caratterizzate dalla comparsa di un nodulo nel sito di inoculazione che col tempo tende ad ulcerare ed entro un paio di settimane dal trauma compaiono i noduli secondari lungo il decorso dei vasi linfatici dell'arto colpito in direzione prossimale. I noduli hanno grandezza variabile, sono sottocutanei, non dolorosi ma possono ulcerare, produrre un essudato purulento e necrotizzare. La lesione primaria può anche non diffondersi e dare luogo ad un nodulo verrucoso che può ulcerare.
La sporotricosi può presentarsi anche in forma disseminata, rara (1% dei casi di sporotricosi), coinvolge soltanto persone immunocompromesse e una volta diffusa nel corpo colpisce prevalentemente i polmoni, il sistema nervoso centrale, gli occhi e lo scheletro.

## Epidemiologia
La sporotricosi è diffusa soprattutto nelle Americhe e in Giappone ed in genere è più comune negli ambienti caldi. Raramente è stata registrata la sua presenza anche in Italia e India. L'infezione si trasmette principalmente per via transcutanea in seguito ad un trauma, raramente per inalazione di spore.

## Diagnosi
La diagnosi viene effettuata tramite esame microscopico e coltura in agar di Sabouraud con isolamento dell'organismo patogeno. S. schenckii cresce in pochi giorni.

## Terapia
Varia a seconda della forma:
- Nella forma disseminata, amfotericina B (0,5 mg/kg al giorno, dose massima 2 g) seguita da altri farmaci
- Nella forma cutanea-linfatica, l'itraconazolo è il farmaco d'elezione (100-200 mg al giorno). Nei paesi in via di sviluppo o sottosviluppati è spesso utilizzato per ragioni di economicità lo ioduro di potassio.

## Prognosi
La prognosi è buona per le forme disseminate.